# Ernesto Rojas Zavala
Ernesto Rojas Zavala (19 de julio de 1904-14 de junio de 1992) fue un político peruano.

## Biografía
Nació en la localidad de Tarma, en la sierra peruana, en el seno de una familia de artesanos. Rojas empezó sus estudios en la Universidad de San Marcos de Lima, si bien en 1927 se trasladó a España para realizar estudios de medicina. Allí contrajo matrimonio con una madrileña, con la que tuvo varios hijos. 
En estos años llegó a afiliarse al Partido Comunista de España (PCE), por influencia de dos conocidos suyos peruanos. Tras el estallido de la Guerra civil se unió a las fuerzas republicanas; posteriormente pasaría a formar parte del comisariado político del Ejército Popular de la República. Llegó a ejercer como comisario del tercer batallón de la 50.ª Brigada Mixta, tomando parte en la batalla de Guadalajara. Posteriormente lo sería de la 96.ª Brigada Mixta, con la que operó en el frente de Teruel. Durante la contienda, junto al cubano Pablo de la Torriente, también realizó labores propagandísticas de cara al exterior a favor de la República Española.
Con posterioridad regresó a Perú, donde desarrolló una cierta actividad en el seno del Partido Comunista Peruano (PCP).